# 第一次木津川口之戰
第一次木津川口之戰（だいいちじきづがわぐちのたたかい）是發生在天正4年（1576年）毛利氏和織田氏間的海戰。

## 起因
天正4年（1576年）2月，毛利輝元將將軍足利義昭從紀伊國由良迎往備後國的鞆之浦後，等於表明將與織田信長為敵，並在織田信長於天王寺之戰擊敗一向一揆方進而包圍石山本願寺後，毛利輝元也在當年5月7日時表態將跟織田家斷交。本願寺教如也在當月20日贈太刀給毛利家表示感謝。
在毛利輝元正式加入信長包圍網後，織田信長也聽聞毛利方將利用水軍給困在石山本願寺的一向一揆輸送糧食，因此除了原本就在住吉監視攝津水陸的真鍋七五三兵衛跟沼野傳內兩人之外，又通知淡路國的安宅信康要防範毛利水軍。

## 戰況
同年7月15日，毛利輝元派遣兒玉就英、乃美宗勝、村上元吉、上通昌、粟屋元宣、浦兵部、井口景守、井上春忠等率領七八百艘大船走瀨戶內海出現在大坂海路，船團的目的就是經由水路將兵糧送入石山本願寺。同時毛利輝元也安排飯田義武跟石山本願寺聯絡，香川廣景跟杉元家進攻木津城、花隈城，但被佐久間信盛阻擋，遂轉往兒玉就英會師，毛利輝元為控制大阪灣，又派遣丹地太郎兵衛、神野加賀守進入淡路國的岩屋城。
織田水軍以真鍋七五三兵衛、沼野傳内、沼野伊賀、沼野大隈守、宮崎鎌大夫、宮崎鹿目介跟尼崎小畑氏、花隈野口氏組成船團迎戰，但織田方的舟艇僅有三百多艘。織田水軍選在木津川口進行防備，面對敵人的八百艘大船，兩軍直接在水面上開戰。
與此同時，大坂週邊穢田城裡的一向一揆伺機出擊，攻擊住吉試圖正式拿下港口，留守在天王寺的織田家臣佐久間信盛率軍出撃跟一向一揆勢激戰。
但在海面上，織田水軍則顯出敗相，毛利水軍數量較多，甚至雜賀眾鈴木孫市帳下的室津水軍也來幫助毛利水軍，毛利水軍包圍了織田軍的船隻後，使用焙烙玉跟火矢投射船隻，將織田水軍的船艦燒毀。能島水軍更束材薪點火生煙，擲往織田軍的船隻，趁炭煙讓織田軍咽嗆之時揮軍進擊。此戰中，織田水軍遭到崩潰性打擊，真鍋七五三兵衛、沼野伊賀、沼野傳内、野口、小畑、宮崎鎌大夫、宮崎鹿目介等將領跟多數水軍士兵戰死。
毛利水軍取得大勝，順利完成將兵糧運入石山本願寺的任務後，同樣由水路返回毛利家領地，而織田信長聞訊後親自出陣，但半途就獲知織田水軍戰敗的訊息，只好放棄。在住吉的守將真鍋七五三兵衛、沼野傳内戰死後，織田信長另外安排保田久六、礚井因幡守、伊知地文大夫、宮崎二郎七進入住吉。

## 戰後
毛利水軍在木津川的大勝，無疑鼓舞了信長包圍網各方勢力的士氣，將軍足利義昭便與毛利輝元共謀出兵攝津，去信上杉謙信，表示將與武田勝賴聯手夾擊織田家，足利義昭也四處斡旋西國各處勢力協助毛利家，毛利輝元也在天正五年（1577年）正式出兵播磨與織田信長作戰（上月城之戰）。

## 相關連結
- 石山合戰
- 第二次木津川口之戰